# Думбравица (Јаши)
Думбравица (рум. Dumbrăvița) насеље је у Румунији у округу Јаши у општини Руђиноаса. Oпштина се налази на надморској висини од 306 m.

## Становништво
Према подацима из 2002. године у насељу је живело 2486 становника, од којих су сви румунске националности.